# Pietro Antonio Novelli II
Pour les articles ayant des titres homophones, voir Pietro Antonio Novelli I (1568-1625) et Pietro Antonio Novelli.
Pietro Antonio Novelli dit Il Monrealese ou Pietro Malta Novelli (Monreale, 18 janvier 1608 - Palerme, 25 août 1647), est un peintre italien du XVIIe siècle.

## Biographie
Pietro Novelli apprit la peinture auprès de son père (ou oncle ?) Pietro Antonio Novelli I (1568-1625).
Il fut influencé par Le Caravage et Van Dyck qui a visité la Sicile en 1624 et dont le retable, La Vierge du Rosaire, dans l'oratoire de Santa Maria del Rosario de Palerme, a influencé fortement les artistes locaux.
Il fut aussi architecte du sénat de Palerme et ingénieur militaire du royaume de Sicile.

## Œuvres
- Le Miracle de saint Philippe, église de Jésus, Palerme.
- La Rencontre d’Eliézer et de Rebecca au puits, plume et encre brune sur papier de 19,5 cm × 11,7 cm.
- Peintures, église Sainte Zita, Monreale.
- Noces de Cana, réfectoire des Bénédictins, Monreale.
- David tenant la tête de Goliath, Musée des Beaux-Arts de Marseille[2]
- Duel musical d'Apollon et de Marsyas, Musée des beaux-arts de Caen[3].
- Tête d'apôtre (attribution), huile sur toile, Musée des Augustins de Toulouse[4].